# IMAM Ro.58
IMAM Ro.58 là một loại máy bay tiêm kích của Ý, được phát triển từ loại IMAM Ro.57.

## Tính năng kỹ chiến thuật
Dữ liệu lấy từ Уголок неба — Ugolok Neba — "Sky Corner"
Đặc điểm tổng quát
- Kíp lái: 2
- Chiều dài: 9.89 m (32 ft 4 in)
- Sải cánh: 13.40 m (43 ft 10 in)
- Chiều cao: 3.39 m (11 ft 1 in)
- Diện tích cánh: 26.2 m2 (282 ft2)
- Trọng lượng rỗng: 4,350 kg (9,570 lb)
- Trọng lượng có tải: 6,100 kg (13,420 lb)
- Powerplant: 2 × Daimler-Benz DB 601A-1, 876 kW (1,175 hp) mỗi chiêc

Hiệu suất bay
- Vận tốc cực đại: 605 km/h (378 mph)
- Tầm bay: 1,500 km (940 dặm)
- Trần bay: 9,800 m (32,000 ft)

Vũ khí trang bị
- 5 × pháo MG 151 20 mm
- 1 × Súng máy Breda-SAFAT 12,7 mm